# Matt McGorry
Matthew "Matt" McGorry (New York, 12 april 1986) is een Amerikaans acteur. Hij is het bekendst van zijn rol als John Bennett in de Netflixserie Orange Is the New Black. In 2014 kreeg hij een hoofdrol in How to Get Away with Murder.

## Jeugd
McGorry werd geboren in Manhattan en startte met optreden toen hij negen jaar was. Hij zat op de Fiorello H. LaGuardia High School in New York en studeerde vervolgens aan het Emerson College in Boston. Daarnaast was McGorry een actief bodybuilder.

## Carrière
McGorry maakte zijn televisiedebuut in 2011 in de ABC-soapserie One Life to Live. Later had hij gastoptredens in Person of Interest, Gossip Girl en Royal Pains. Sinds 2013 heeft hij een terugkerende rol in de Netflixserie Orange Is the New Black als cipier John Bennett.
In 2014 kreeg McGorry een hoofdrol in Shonda Rhimes' serie How to Get Away with Murder. In hetzelfde jaar werd hij gecast voor een rol in How He Fell in Love.

## Filmografie
- Biblioteca Nacional de España: XX5629498
- Library of Congress Control Number: no2015040788
- Virtual International Authority File: 315190304
- WorldCat: E39PBJycMf4htPGdJjXtkDFh73